# Chlorek wapnia
Chlorek wapnia (łac. calcii chloridum), CaCl
2 – nieorganiczny związek chemiczny z grupy chlorków, sól kwasu solnego i wapnia. Jest substancją silnie higroskopijną. Jego roztwory są umiarkowanie kwasowe, pH roztworu 1 M wynosi 4–6.
Znany jest w formie bezwodnej (CaCl
2), jako monohydrat (CaCl
2·H
2O), dihydrat (CaCl
2·2H
2O), tetrahydrat (CaCl
2·4H
2O) i heksahydrat (CaCl
2·6H
2O)
Chlorek wapnia otrzymuje się jako produkt uboczny przy produkcji węglanu sodu metodą Solvaya.

## Zastosowania
Chlorek wapnia stosuje się:
- w lecznictwie: w niedoborach wapnia, tężyczce,
- w przemyśle spożywczym jako regulator kwasowości, stabilizator, nośnik, sól emulgująca, substancja wiążąca,
- bezwodny: do osuszania gazów i ciekłych substancji organicznych,
- do otrzymywania związków wapniowych,
- razem z chlorkiem sodu jako substancję zapobiegającą tworzeniu się lodu na jezdniach,
- mieszaninę uwodnionego chlorku wapnia CaCl
2·6H
2O z lodem w proporcji 3:2 stosuje się jako mieszaninę oziębiającą (osiąga się temperatury rzędu −55 °C).